# Juegos Suramericanos de la Juventud de 2017
Los II Juegos Suramericanos de la Juventud de 2017 se realizaron en Santiago de Chile entre el 29 de septiembre y el 8 de octubre de 2017. Participaron 14 países en 20 disciplinas deportivas para un total de 1248 deportistas.

## Candidaturas
La elección de la sede de los Juegos Suramericanos de la Juventud de 2017 se anunció durante la Asamblea General de ODESUR entre el 23 y 27 de marzo de 2015.
- Santiago: Chile postuló a los Juegos de la Juventud con un programa deportivo que contempla 20 deportes y que se realizaríano entre el 29 de septiembre y el 8 de octubre de 2017. Conforme establecido en el Manual de Candidatura de la Organización Deportiva Suramericana – ODESUR, el COCh envió el dossier de candidatura que venció el día 16 de enero, acompañado de la carta de la presidenta de la República, Michelle Bachelet, la ministra de Deportes, Natalia Riffo, del Intendente de la Región Metropolitana, Claudio Orrego y del titular del Comité Olímpico de Chile, Neven Ilic. Se utilizarán los mismos escenarios y la infraestructura que se usó para los X Juegos Suramericanos Santiago 2014.[4]

- Asunción: El Comité Olímpico Paraguayo propuso la organización de los II Juegos Suramericanos de la Juventud.[5]

- La Paz: La directora de Deportes de La Paz anunció la postulación para organizar los Juegos Suramericanos de la Juventud.[6][7]

- Popayán o  Tunja: El Comité Olímpico Colombiano propuso la organización de los II Juegos Suramericanos de la Juventud. Para ello dos ciudades se lanzaron como candidatas para acoger dicho evento.[8]

- Puerto La Cruz: El Comité Olímpico Venezolano propuso la organización de los II Juegos Suramericanos de la Juventud. Para ello postularon la oriental ciudad de Puerto La Cruz, que ha sido sub-sede de eventos como la Copa América 2007 y el Campeonato Sudamericano Sub-20 de 2009.[8]

## Deportes
Esta edición de los juegos contó con diecinueve deportes.
| - Atletismo (detalles) - Bádminton (detalles) - Baloncesto 3x3 (detalles) - Boxeo (detalles) - Canotaje (detalles) - Ciclismo (detalles) - Ciclismo BMX - Ciclismo de montaña - Ciclismo en pista - Ciclismo en ruta | - Deportes acuáticos: - Natación (detalles) - Clavados (detalles) - Esgrima (detalles) - Gimnasia artística (detalles) - Golf (detalles) - Judo (detalles) - Karate (detalles) - Levantamiento de pesas (detalles) - Lucha (detalles) | - Remo (detalles) - Taekwondo (detalles) - Tenis de campo (detalles) - Tenis de mesa (detalles) - Triatlón (detalles) - Voleibol de playa (detalles) |

## Calendario
Leyenda:
- Ceremonia de Apertura
- Competencias
- Final Programada
- Ceremonia de Clausura

## Países participantes
Los II Juegos Suramericanos de la Juventud contaron con la participación de 1248 deportistas provenientes de catorce países.
| - Argentina (150) - Aruba (11) - Bolivia (50) - Brasil (149) - Chile (208) | - Colombia (137) - Ecuador (129) - Guyana (16) - Panamá (37) - Paraguay (80) | - Perú (76) - Surinam (29) - Uruguay (59) - Venezuela (149) |

## Símbolos
El 14 de septiembre Metro de Santiago lanzó una edición especial de la tarjeta bip! conmemorativa de los juegos, que contiene el dibujo de Coné, mascota oficial del evento —quien había sido presentado oficialmente el 4 de septiembre en un evento en el mirador de la Gran Torre Santiago—.
El Fuego Suramericano fue encendido el 20 de septiembre en el Parque Olímpico de Santiago de Surco en Lima, mientras que dos días después fue realizado el acto correspondiente en el Estadio Nacional de Santiago de Chile.

## Medallero
| Núm.  | País            | Oro | Plata | Bronce | Total |
| ----- | --------------- | --- | ----- | ------ | ----- |
| 1     | Brasil (BRA)    | 61  | 45    | 45     | 151   |
| 2     | Colombia (COL)  | 45  | 35    | 39     | 119   |
| 3     | Argentina (ARG) | 38  | 29    | 35     | 102   |
| 4     | Chile (CHI)     | 21  | 29    | 38     | 88    |
| 5     | Venezuela (VEN) | 15  | 27    | 32     | 74    |
| 6     | Ecuador (ECU)   | 13  | 19    | 28     | 60    |
| 7     | Perú (PER)      | 7   | 10    | 23     | 40    |
| 8     | Uruguay (URU)   | 3   | 5     | 6      | 14    |
| 9     | Paraguay (PAR)  | 2   | 2     | 7      | 11    |
| 10    | Bolivia (BOL)   | 1   | 4     | 3      | 8     |
| 11    | Guyana (GUY)    | 1   | 3     | 0      | 4     |
| 12    | Panamá (PAN)    | 1   | 2     | 3      | 6     |
| 13    | Aruba (ARU)     | 1   | 1     | 1      | 3     |
| 14    | Surinam (SUR)   | 0   | 0     | 4      | 4     |
| Total | Total           | 209 | 211   | 264    | 684   |